# Schoenoplectus steinmetzii
Schoenoplectus steinmetzii là loài thực vật có hoa trong họ Cói. Loài này được (Fernald) S.G.Sm. miêu tả khoa học đầu tiên năm 1995.